# Hamburger Beefsteak

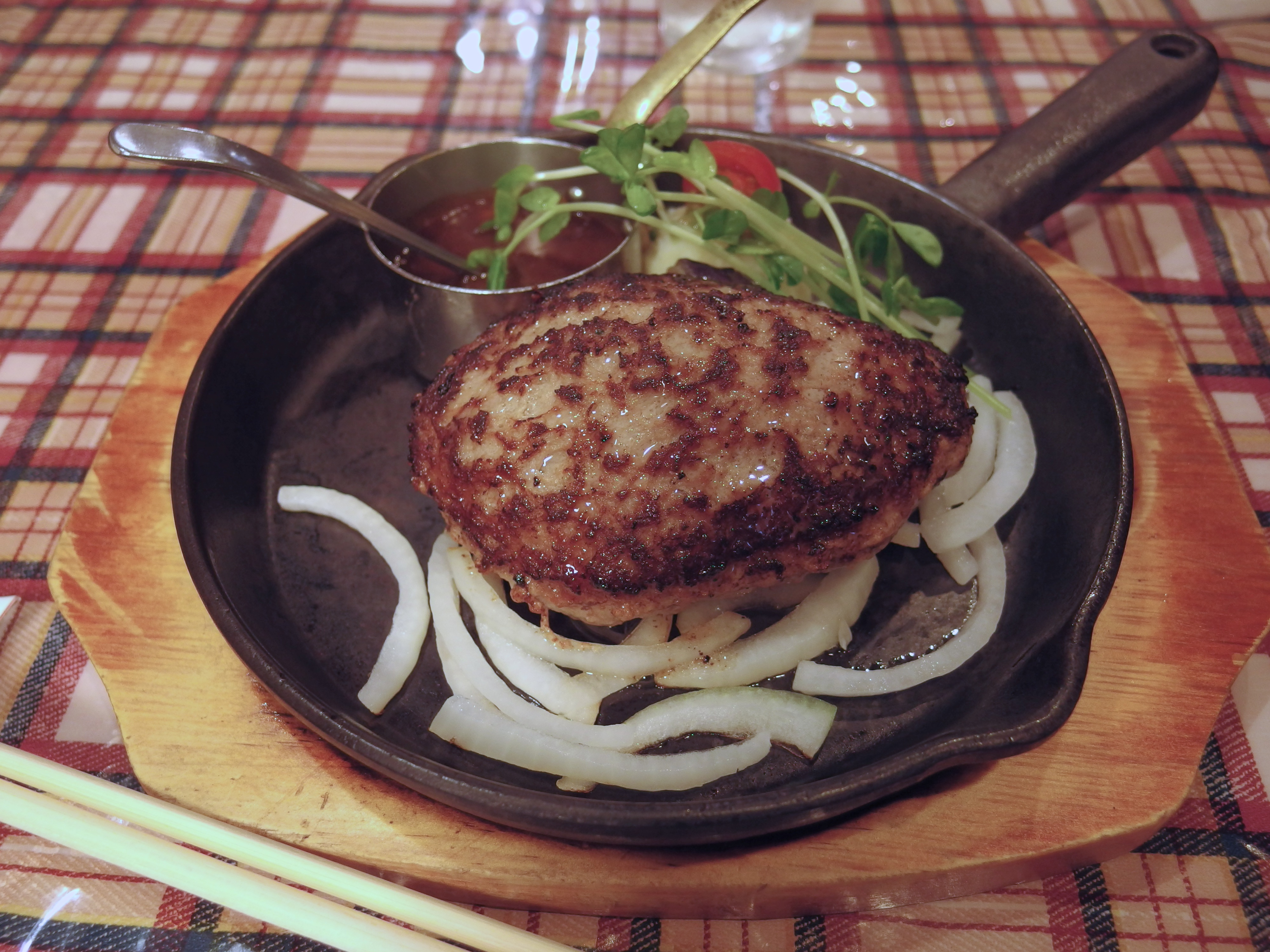

Als Hamburger Beefsteak oder Beefsteak Hamburger Art bezeichnet man ein Hackfleischgericht aus Rindfleisch. Beefsteak steht dabei für eine Scheibe Rindfleisch und nicht das gleichnamige Filetsteak. Zur Vorbereitung zerkleinert man das Fleisch ursprünglich durch Hacken, was durch Wolfen oder Kuttern ersetzt wurde. Das Fleisch wird gewürzt und mit angebratenen Zwiebelwürfeln vermischt. Anschließend brät man es und gibt abschließend frittierte Zwiebelringe oder gebratene Zwiebeln darüber.